# Cury Construtora
A Cury Construtora é uma empresa brasileira que atua nos segmentos de construção civil, incorporação e mercado imobiliário. 

## História
Foi fundada por Elias Cury na cidade de São Paulo em 1962, originalmente como Cury Empreendimentos. Desde sua fundação, atua na construção de empreendimentos de padrão econômico, voltado para as classes C e D, sendo pioneiro nesse segmento desde então. Desde 1991 é administrada pelo seu filho, Fábio Elias Cury.
Em 4 de Julho de 2007, assinou uma joint-venture com a Cyrela Brazil Realty (que detém 50% das ações da Cury). Com esse acordo, surge a Cury Construtora e Incorporadora S.A.
Atualmente a Cury está presente nos mercados imobiliários de São Paulo e Rio de Janeiro, sendo forte nas principais regiões metropolitanas destes Estados. Recentemente, iniciou expansão do mercado para o interior paulista com a inauguração de um empreendimento e previsão de outros lançamentos na região de Campinas. Em 2021, expandiu-se para o Oeste e Sul da cidade de São Paulo, inaugurando novos projetos nestas regiões. 
O faturamento da empresa chegou a R$ 1,7 bilhão em 2014. Com a estreia na Bolsa de Valores, o faturamento dos últimos 9 meses de 2021 chegou a R$ 2 bilhões.

## IPO e estreia na B3
A Cury solicitou pedido de abertura de registro de IPO em fevereiro de 2020 através da Cyrela, sua controladora. Em 21 de setembro de 2020, estreou oficialmente na B3, sob o ticker Cury3. A oferta de ações levantou R$ 977,5 milhões, com faixa de preço fixada em R$ 9,35 por ação. Deste valor levantado, cerca de R$ 170 milhões da oferta primária foram para o caixa da empresa. Estes valores têm por objetivo a compra de terrenos para novos lançamentos.

## Premiações e Certificados
Além das certificações ISO 9001/2008 e da certificação de nível A (nível máximo) do Programa Brasileiro de Qualidade e Produtividade (PBQP-H), recebeu:
- Prêmio Top Imobiliário 2010, criado pelo Grupo Estado, na categoria "Performance em Vendas".  Na ocasião, foi eleita a quinta maior construtora do Estado de São Paulo.
- Destaque ADEMI - Prêmio Master Imobiliário 2011, na categoria “Projeto de Habitação de Interesse Social – Faixa 2″[9]
- Prêmio Master Imobiliário, considerado o "Oscar" do mercado imobiliário, conferido pela  Fiabci/ Brasil e pelo Secovi - SP, em 2014 e 2016.[10][11]
- Foi escolhida a 8ª entre as 100 maiores construtoras do país no Ranking ITC (Inteligência Empresarial da Construção) 2015[12].[13]
- Prêmio Top Imobiliário 2018, sendo premiada em 3 categorias:  4º lugar em Incorporação, 5º lugar em vendas e 3º lugar em construção.[14]
- Prêmio Master Imobiliário 2021, na categoria "Contribuição Urbanística", com o projeto "Zona Norte RJ".[15]